# كامبيثو
بلدية كامبيثو (بالإسبانية: Campezo) هي بلدية تقع في مقاطعة ألافا التابعة لإقليم الباسك شمال إسبانيا.

## الديموغرافيا
يبلغ عدد سكان بلدية كامبيثو 1.123 نسمة عام 2011 (وفقاً للمعهد الوطني للإحصاء الإسباني).
| 1.109 | 1.062 | 1.081 | 1.083 | 1.106 | 1.118 | 1.123 |